# Шар B-1
Шар Б-1 (фр. Char B-1) је био француски тешки тенк из времена Другог светског рата.

## Историја
Први средњи тенк у Француској војсци 30-их година био је Шар Д-1, али је развој тежег возила почео још 1927.

### Б-1
1930. направљена су три прототипа, са топом од 75 mm постављеним у труп тенка и два митраљеза у куполи, који су тестирани 1931. као Шар Б-1.

### Б-1бис
Даље усавршавање повећало је дебљину оклопа и заменило куполу новом са топом од 47 mm и спрегнутим митраљезом. Мали број је наручен 1934. пре него што је даље усавршавање дало Б-1бис, који је постао главна варијанта у производњи.

## Карактеристике
Труп су чинили ливени сегменти спојени попречним стубовима, на којима је почивало вешање. Возач је седео напред и лево. Десно од њега била је хаубица од 75 mm, коју је возач подизао кормилом од -15 до +25 степени. Окретање топа постизано је окретањем целог возила. Нишани су били у возачевом визиру и повезани са елевацијом хаубице. Командир се налазио у куполи APX-4 за једног човека (истој као код Сомуа S35), наоружаној топом СА35 калибра 47 mm и спрегнутим митраљезом од 7,5 mm. Испод командира у средини трупа били су пунилац хаубице и радио-оператер. Тенк је имао напредно хидраулично управљање, неопходно за нишањење хаубицом.

### У борби
За своју предвиђену улогу подршке пешадији, Б-1бис био је импресиван тенк. Његов чеони оклоп био је непробојан за све немачке ПТ топове тог времена, осим када је ПВО Флак од 88 mm коришћен у противтенковске сврхе, хаубица од 75 mm избацивала је веома корисна експлозивна зрна, а топ СА35 од 47 mm био је смртоносан против немачких тенкова. Али, у непредвиђеним околностима његови недостаци били су болно уочљиви. Оба топа пуцала су споро, 75 mm зато што се нишанило окретањем целог тенка, а 47 mm зато што је у куполи био само један човек, који је морао да тражи циљеве, нишани, пуца и пуни топ сам. Домет возила био је једнак немачком Панцер III, али је тенк био спор, нарочито (због застарелог вешања) ван пута.

## Корисници
- Француска
- Нацистичка Немачка